# Calomnion iwatsukii
Calomnion iwatsukii là một loài rêu trong họ Calomniaceae. Loài này được Vitt mô tả khoa học đầu tiên năm 1995.